# Дяволът в София
„Дяволът в София“ е български игрален филм от 1921 година, по сценарий и режисура на Васил Гендов. Оператор е Йосиф Райфлер.

## Актьорски състав
- Васил Гендов – Дяволът
- Жана Гендова – Проститутката
- Иван Попов – Григорий
- Мери Михайлова – Майката
- Георги Сотиров – Братът
- Елена Снежина – Дама от висшето общество
- Мария Попова

## Галерия
- Снимки от филма. Източник: ДА „Архиви“